# Залесе (гміна Кодромб)
Залесе (пол. Zalesie) — село в Польщі, у гміні Кодромб Радомщанського повіту Лодзинського воєводства.
У 1975-1998 роках село належало до Пйотрковського воєводства.